# Neoliodes mauritius
Neoliodes mauritius är en kvalsterart som först beskrevs av Arthur P. Jacot 1936.  Neoliodes mauritius ingår i släktet Neoliodes och familjen Neoliodidae. Inga underarter finns listade i Catalogue of Life.